# Facundo Callioni
Facundo Callioni (Buenos Aires, 23 de agosto de 1986) es un jugador argentino de hockey sobre césped. Fue parte de la Selección argentina. Se formó en el Club Ciudad de Buenos Aires.

## Carrera deportiva
Facundo Callioni se formó en las categorías inferiores del  Club Ciudad de Buenos Aires  (Muni). En 2004 comenzó a jugar en mayores en su club y en 2007 con 21 años debutó en el seleccionado argentino.
- 2005: integró la Selección juvenil que fue campeona panamericana en Cuba y campeona mundial en Róterdam, primer título mundial de una Selección masculina de hockey sobre césped.[1]
- 2011: medalla de oro en los Juegos Panamericanos de 2011.

- 2013: medalla de oro en la Copa Panamericana.[3]
- 2014: medalla de bronce en el Campeonato Mundial.
- 2015: medalla de oro en los Juegos Panamericanos de 2015.
- 2016: medalla de oro en los Juegos Olímpicos de Río de Janeiro 2016.